# Straight Shooter (제임스 갱의 음반)
《Straight Shooter》는 1972년 7월 미국의 ABC 레코드와 영국의 프로브 레코드에서 발매된 제임스 갱의 네 번째 스튜디오 음반이다. 이 음반은 그들의 기타리스트 겸 키보디스트, 보컬리스트 조 월시가 밴드를 탈퇴하고 밴드를 결성한 후 녹음된 첫 제임스 갱의 음반이다. 나머지 멤버인 데일 피터스(베이스 기타와 백 보컬)와 짐 폭스(드럼과 오르간)는 전 부시 가수 로이 케너와 기타리스트 도미니크 트로이아노가 이번 음반에 합류했다. ABC의 자회사인 던힐 레코드에 의해 미국에서 싱글 음반이 발매된 부시는 월시가 제임스 갱을 떠나면서 거의 같은 시기에 해체되었고, 케너와 트로이아노가 피터스와 폭스가 합류하면서 두 밴드의 잔재를 사실상 합병했다.

## 반응
| 전문가 평가 | 전문가 평가 |
| 평가 점수   | 평가 점수   |
| 출처        | 점수        |
| ----------- | ----------- |
| AllMusic    | [ 1 ]       |

올뮤직 리뷰를 통해 평론가 스티븐 토마스 얼와인은 음반에 대해 "멤버들 중 누구도 기억에 남는 갈고리로 곡을 쓸 수 없었기 때문에 밴드는 눈에 띄게 강한 소재가 부족했다"고 썼다.

## 곡 목록
모든 곡들은 특별한 언급이 없는 한 로이 케너와 도미니크 트로이아노에 의해 작사/작곡하였다.
| #  | 제목                    | 작사·작곡                | 재생 시간 |
| -- | ----------------------- | ------------------------ | --------- |
| 1. | 〈Madness〉             |                          | 3:13      |
| 2. | 〈Kick Back Man〉       |                          | 4:51      |
| 3. | 〈Get Her Back Again〉  | 트로이아노               | 2:45      |
| 4. | 〈Looking For My Lady〉 |                          | 2:53      |
| 5. | 〈Getting Old〉         | 트로이아노               | 3:43      |
| 6. | 〈I'll Tell You Why〉   | 데일 피터스, 트로이아노  | 3:53      |
| 7. | 〈Hairy Hypochondriac〉 | 케너, 피터스, 트로이아노 | 2:57      |
| 8. | 〈Let Me Come Home〉    | 피터스, 트로이아노       | 4:59      |
| 9. | 〈My Door Is Ope〉      |                          | 5:55      |